# Vetenskapsåret 1974

## Händelser

### Arkeologi

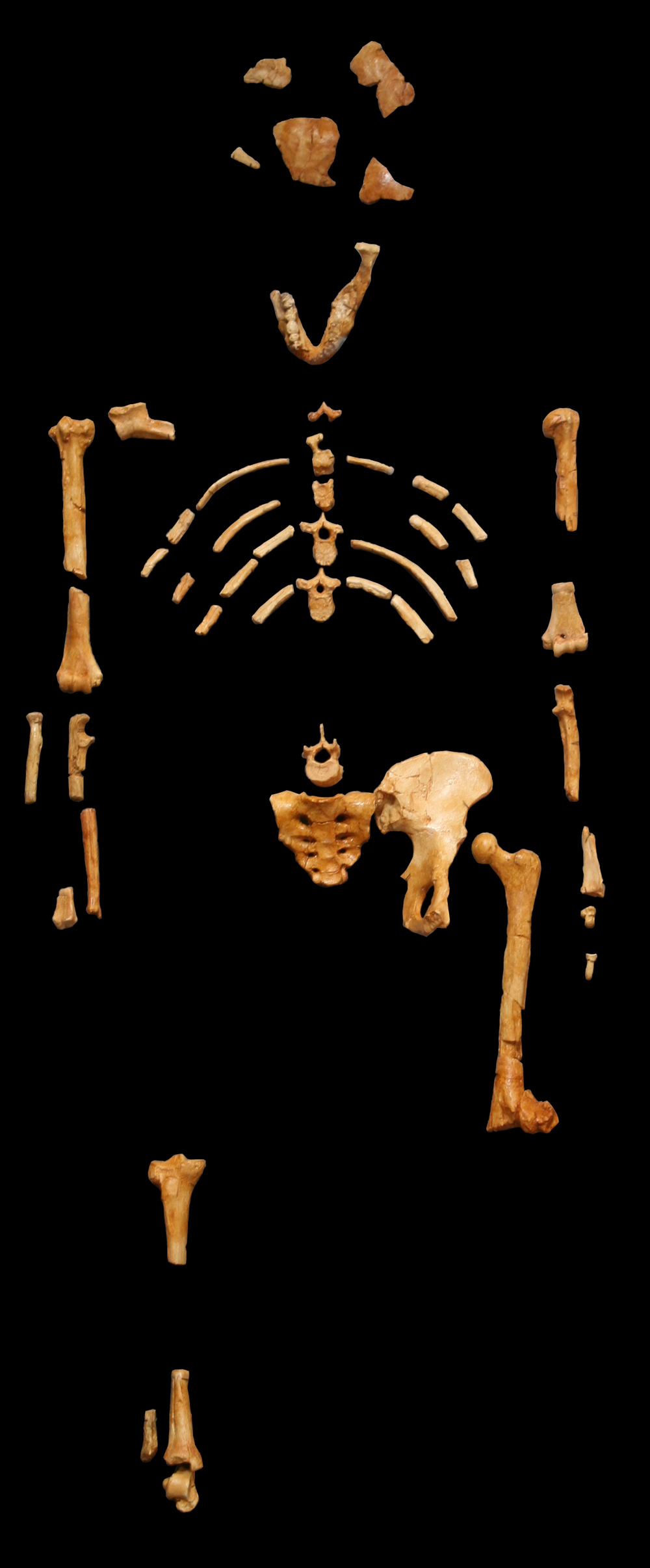
Lucy

- 29 mars - Fornfyndet Terrakottaarmén[1] upptäcks, Xi'an i Shaanxiprovinsen i Kina
- 24 november - De kvarlevor av en urtidsmänniska som döps till Lucy hittas i Etiopien.[2]

### Astronomiochrymdfart
- 25 juni - Sovjetunionen skjuter upp rymdstationen Saljut 3.
- 11 september - Jupiters naturliga satellit Leda upptäcks [3].
- 21 september - Rymdsonden Mariner 10 flyger förbi planeten Merkurius [4].
- 26 december - Sovjetunionen skjuter upp rymdstationen Saljut 4.
- Okänt datum - Ett budskap från Jorden strålas iväg mot stjärnhopen Messier 13, och strålarna formar en bild som ordnas i ett mönster, med information om människans utseende, Jordens plats i rymden samt befolkningsantal. Men på grund av avståndet förväntas inget svar förrän 50 000 år senare [5].

### Medicin
- Identifiering av kontroller studier inom graviditetsmedicin, som förespråkat av Archie Cochrane, inleds i Cardiff.[6]

### Psykologi
- Okänt datum - Leon Kamin visar att Cyril Burts inflytelserika forskning på ärftlighet inom IQ med tvillingar visar tecken på statistisk förfalskning.[7]

## Pristagare
- Brinellmedaljen: Thaddeus Sendzimir
- Copleymedaljen: William Hodge
- Darwinmedaljen: Philip Macdonald Sheppard
- De Morgan-medaljen: Graham Higman
- Fieldsmedaljen: Enrico Bombieri och David Mumford
- Ingenjörsvetenskapsakademien utdelar Stora guldmedaljen till Baltzar von Platen (1898–1984) och Carl Munters
- Nobelpriset: [8]
  - Fysik: Martin Ryle, Antony Hewish
  - Kemi: Paul Flory
  - Fysiologi/Medicin: Albert Claude, Christian de Duve, George E. Palade
- Turingpriset: Donald Knuth
- Wollastonmedaljen: Francis John Pettijohn [9]

## Födda
- 23 augusti – Konstantin Novoselov, rysk-brittisk fysiker.

## Avlidna
- 24 juli – James Chadwick, 82, brittisk fysiker, nobelpristagare.

### Fotnoter
1. ↑   Mar 29, 1974 CE: Terra-Cotta Warriors Found, National Geographic Society /education.nationalgeographic.org (läst 11 juli 2025)
2. ↑  Roland Johansson (10 februari 2011). ”Lucy gick som en modern kvinna”. Dagens nyheter. http://www.dn.se/nyheter/vetenskap/lucy-gick-som-en-modern-kvinna/. Läst 9 september 2015.
3. ↑  Astronomi, Tom McGowen, 1979
4. ↑  Så funkar universum, James Muirden
5. ↑  Så funkar rymden, Stuart Atkinson, 1990
6. ↑  ”About the Cochrane Library”. The Cochrane Library. Arkiverad från originalet den 5 januari 2011. https://web.archive.org/web/20110105124021/http://www.thecochranelibrary.com/view/0/AboutTheCochraneLibrary.html#ABOUT. Läst 25 januari 2011.
7. ↑  Gillie, O. (24 oktober 1976). ”Crucial data was faked by eminent psychologist”. The Sunday Times (London).
8. ↑  ”Nobelpriset”. http://nobelprize.org/nobel_prizes/lists/all/index.html. Läst 10 april 2011.
9. ↑  ”Geological Society”. Arkiverad från originalet den 5 juni 2011. https://web.archive.org/web/20110605102217/http://www.geolsoc.org.uk/gsl/society/history/page750.html. Läst 14 april 2011.